# Zevenkleurige tangare
De zevenkleurige tangare (Tangara fastuosa) is een vogel uit de familie van de Thraupidae (tangaren). Het is een kwetsbare, endemische vogelsoort in het oosten van Brazilië,  

## Kenmerken
De mannetjes van deze soort zijn herkenbaar aan hun fellere kleuren. De volwassen exemplaren meten ongeveer 19 centimeter, inclusief hun staart.

## Leefwijze
Hij voedt zich vooral met nectar en vruchten. 

## Voortplanting
Zevenkleurige tangara's bouwen hun nesten vaak bij elkaar in de buurt en leggen gemiddeld 3 eitjes. De broedtijd is ongeveer 3 weken en na eenzelfde periode vliegen de jongen uit. 

## Verspreiding en leefgebied
Hij komt voor in Brazilië in de deelstaten Alagoas, Pernambuco en Paraíba. Het is een vogel van vochtig, natuurlijk bos in het bioom Atlantisch Woud, hoewel in het uiterste noordoosten de vogel ook wordt aangetroffen in cerrado (droog, half opennatuurlijk bos en struikgewas).

## Status
De zevenkleurige tangare leeft in een bedreigd leefgebied en daardoor is de kans op uitsterven aanwezig. De grootte van de populatie werd in 2016 door BirdLife International geschat op 3,5 tot 15 duizend individuen en de populatie-aantallen nemen af door habitatverlies. Van het Atlantisch Woud is nog maar 2% onaangetast, het gebied is omgezet in gebied voor agrarisch gebruik zoals de teelt van suikerriet en beweiding door vee. Daarnaast wordt de vogel nog veel (illegaal) gevangen en als kooivogel verhandeld. Er gelden strenge beperkingen voor de handel in deze vogel, want de soort staat in de Bijlage II van het CITES-verdrag. . 